# Salines de Vilanova de la Sal
Les Salines de Vilanova de la Sal és una obra de les Avellanes i Santa Linya (Noguera) protegida com a bé cultural d'interès local.

## Descripció
Les salines estan situades al costat de ja carretera LV9045, que uneix el poble de Vilanova de la Sal amb l'estació de Ferrocarrils de la Generalitat de Catalunya i el pantà de Camarasa. A 1,7 km de Vilanova de la Sal i a uns dos del nucli antic de Privà.
S'accedeix a les salines des d'un camí que travessa el salt del barranc per on marxa l'aigua salada sobrant del procés d'obtenció de la sal. Les salines ocupen un espai d'uns 3.000 m². Trobem les casetes per emmagatzemar la sal i la que cobreix la sínia de fusta on hi ha el pou d'aigua salada. Aquest edifici es troba en molt mal estat de conservació, ha sofert reparacions al llarg del temps emprant materials diversos. Aquestes casetes -construïdes amb pedra amb arrebossat al damunt i teulades a doble vessant amb bigam de fusta- estan força malmeses i necessiten ser restaurades.
Les basses o eres on s'evaporava l'aigua fins a obtenir la sal estan disposades de forma esglaonada. S'hi dipositaven uns pocs centímetres d'aigua salada que es deixava evaporar i posteriorment es recollia la sal. Aquestes basses han patit transformacions i només en algunes es conserva la base feta amb grans lloses de pedra.
Les salines de Vilanova de la Sal van deixar de funcionar a finals de la dècada de 1970. Actualment les salines estan en un mal estat de conservació tant estructuralment com arquitectònicament. Aquest indret va quedar abandonat entre finals dels anys 70.

## Història
No sé sap des de quan existeixen les salines de Vilanova de la Sal. El primer document on apareix una possible referència és del 2 de juliol del 1035, on apareix una fita del salí amb el nom de Monte Salabro, prop de la font de Almahaleve (actual font de Privà o també anomenada de Masaleu) Hi ha un pergamí a l'Arxiu de la Corona d'Aragó que data del 1784 en el qual apareix un dibuix d'aquestes salines; també s'ha localitzat un inventari fet pel ministeri d'hisenda espanyol l'any 1853. Però es creu que aquestes salines podien haver estat explotades ja en època del baix imperi romà.
Durant el segle XX les salines van ser explotades per part de propietaris privats i se n'extreia un volum considerable.
Després d'un llarg període d'abandonament a finals de la dècada de 1970, s'ha fet treballs de neteja i adequació per poder visitar l'indret. Actualment les salines són propietat de l'Associació Catalana de Lleure formatiu (Ascalfó). Aquesta entitat ha organitzat diversos camps de treball des de l'any 2005 al 2012 amb la intenció de recuperar al màxim la instal·lació pel seu interès cultural, paisatgístic i etnològic i així fer un museu per mostrar com es produïa la sal. Des de l'any 2010 es produeix sal que es comercialitza com a sal de muntanya.